# Каталітичний кульковий давач
Каталіти́чний ку́льковий дава́ч (англ. Catalytic bead sensor) — давач, що використовується для виявлення газу.

## Принцип роботи

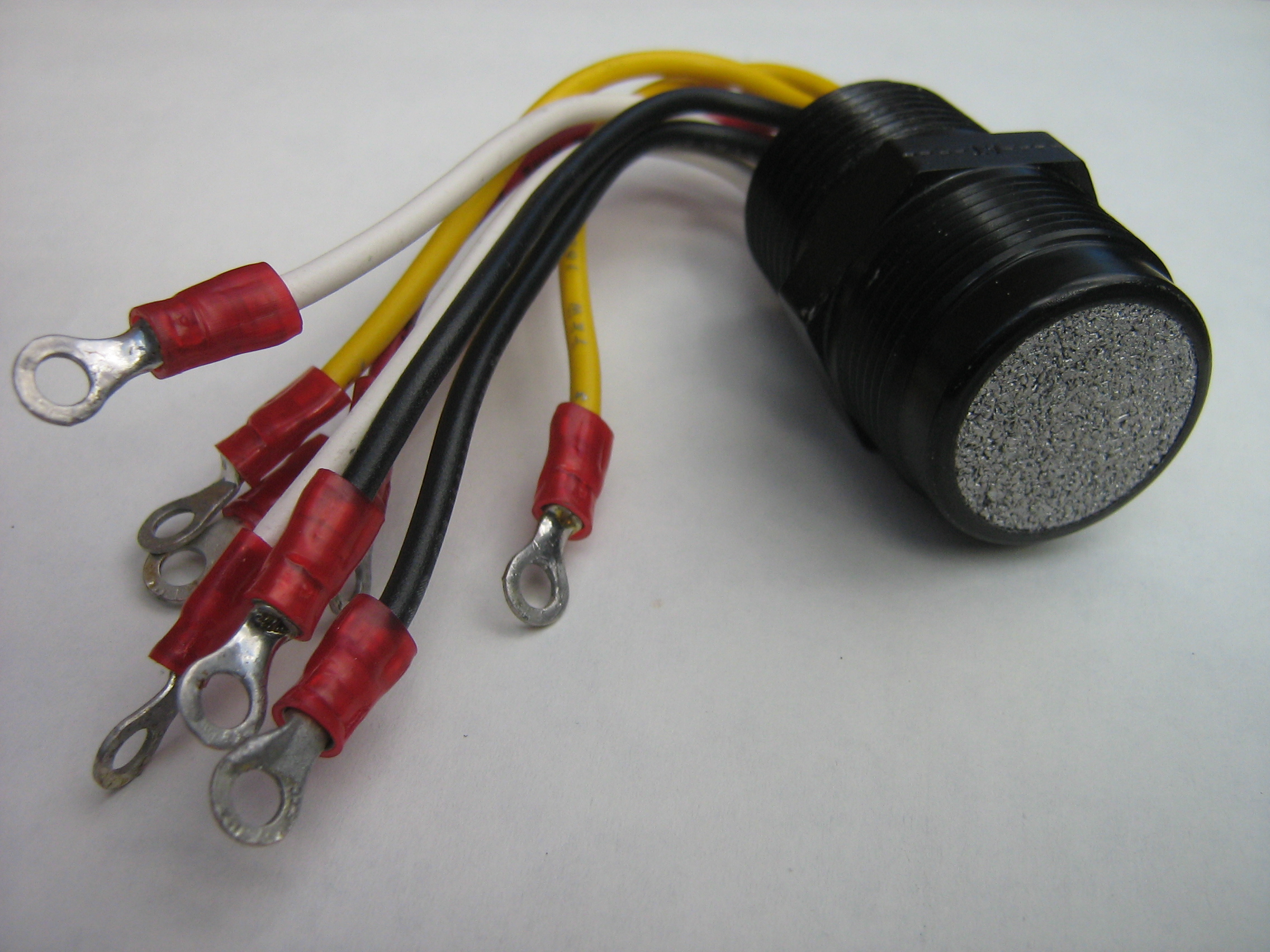
Каталітичний кульковий давач MSA 94150

Каталітичний кульковий давач складається з двох тонкодротових платинових спіралей, кожна з яких вбудована у глиноземну намистинку. Ці спіралі електрично з’єднані у місток Вітстона. Один з пеллісторів насичений спеціальним каталізатором, який сприяє окисненню, в той час як інший оброблений таким чином, щоб інгібувати окиснення. Через спіралі пропускають електричний струм, через що вони досягають температури, при якій на каталізованій бусині легко відбувається окиснення газу (500–550 °C). Легко займистий газ, що протікає повз давач, піднімає температуру ще вище, збільшуючи опір платинової спіралі у каталізованій бусині, що призводить до дисбалансу містка. Ця вихідна зміна є лінійною, для більшості газів, до 100% нижньої межі вибуховості (НМВ) і вище; час відгуку, щоб виявити небезпечні рівні загазованості (приблизно 20% НМВ), становить декілька секунд; для того, щоб окиснення відбувалося, об’ємна частка кисню має становити щонайменше 12%.

## Проблеми
- Каталітичне отруєння — через те, що газ напряму контактує з каталітичною поверхнею, в певних випадках вона може бути дезактивована.
- Відхилення давача — в залежності від режиму експлуатації та умов навколишньої середи може траплятися ослаблення чутливості.
- Характери руйнування, які включають отруєння та накопичення окалини. Такі руйнування виявляються при повсякденному догляді за обладнанням.